# Hypatia
Hypatia av Alexandria (grekiska: Ὑπατία), född ca 350–370 e.Kr., död mars 415 (mördad), var en grekisk filosof av den nyplatonska skolan, matematiker och astronom, som levde i Alexandria i Egypten, då del av det Östromerska riket. Hon var dotter till matematikern, filosofen och astronomen Theon. Hon studerade faderns ämnen under dennes ledning och anses vara den första kända kvinnliga matematikern vars liv är väldokumenterat.

## Biografi
Hypatia var dotter till Theon, föreståndare på Museion och den sista medlemmen av den Alexandrinska mysterieskolan. Theon undervisade både i Plotinos filosofi och i astronomi och matematik. Hypatia utbildades i dessa ämnen och retorik av sin far. För vidare studier skickades hon till Aten och Rom. Hennes främste lärare var Plutarchos från Alexandria och dennes dotter Asklepigenia.

### Karriär
Hypatia återvände till Alexandria omkring år 400 och blev ansvarig för den matematiska fakulteten vid Museion. Hon var stark förespråkare för vetenskap och rationellt tänkande och hon undervisade i Platons och Aristoteles filosofi. Hon var en av Alexandrias tidigaste kvinnliga lärare och folk reste långväga för att höra henne tala.
Hypatia samlade också studenter i sitt hem och föreläste om astronomi, gnosticism och nyplatonism. Matematik och astronomi såg hon som vägen till metafysisk kunskap. Hennes studenter kom från samhällets elit runt om Medelhavet. Till hennes lärjungar hörde bland andra prefekten Orestes och den blivande biskopen Synesios av Kyrene. En del av Synesios brevväxling finns bevarad och där framgår hur man kan förbättra astrolabium för att observera och studera himlakroppar.
Hypatia hjälpte sin far att samla, skriva kopior och kommentera vetenskapliga skrifter från biblioteket i Serapeion. Detta bibliotek förstördes 389 under förföljelserna mot hedningarna i romarriket på order av Theofilos, patriark av Alexandria.

Hypatia omnämns i en antik encyklopedi kallad Suda. Där står bland annat:

| ”      | I sitt tal var hon välartikulerad och redig, i sina handlingar klok och ansvarskännande...Staden gav henne ett tillbörligt välkomnande och förlänade henne synnerlig respekt | „ |
| – Suda | |   |

### Mordet på Hypatia

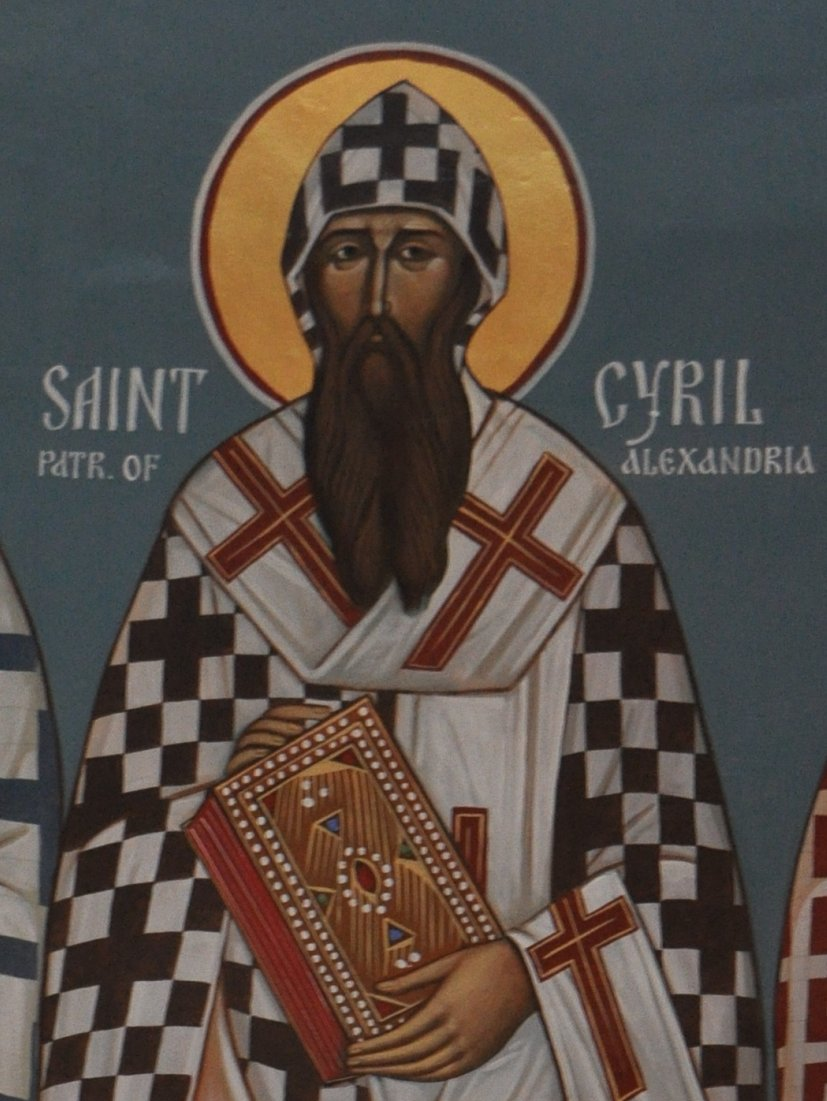
Kyrillos av Alexandria.

I mars 415 dödades Hypatia av en kristen mobb, möjligen på anstiftan av Kyrillos av Alexandria.
| ”                       | Alla människor både vördade och beundrade henne för hennes enastående anspråkslöshet. På grund av illvilja och avundsjuka och för att hon ofta diskuterade och var nära bekant med Orestes, beskyllde folket henne för att vara anledningen till att biskopen och Orestes inte blev vänner. För att fatta mig kort såg vissa listiga och dumdristiga dumskallar, vilkas ledare och kapten var Petrus, en läsare i den kyrkan, denna kvinna komma hem från en eller annan plats och drar ut henne ur vagnen, släpar henne in i kyrkan som kallas Caesarium, klär av henne naken, skrapar på huden och sticker skarpa snäckskal i hennes kropp tills livet flyr henne; så delar de hennes kropp i fyra delar och för delarna till en plats vid namn Cinaron, där de bränns. | „ |
| – Sokrates Scholastikos | |   |

Enligt en något annorlunda version av Sokrates Scholastikos uppgifter mördades hon under fruktansvärd tortyr år 415 under ett upplopp lett av patriarken Kyrillos (katolskt helgon) som inte tyckte om att lärda kristna biskopar lyssnade på en icke-kristen kvinna och därför eggade munkarna till stegrad fanatism. Enligt Sokrates Scholastikos stoppades hennes vagn av en mobb med munkar. De drog ner henne från vagnen och tog henne till kyrkan Caesareum. I kyrkan slet de av henne kläderna, och sedan flåddes hon levande med bitar av tegel. Därefter styckade de hennes kropp och tog den till platsen Cinaron där de brände kroppen. Enligt biskopen Johannes av Nikiu blev hon tillfångatagen och dragen genom staden tills hon dog, och därefter bränd.

## Verk

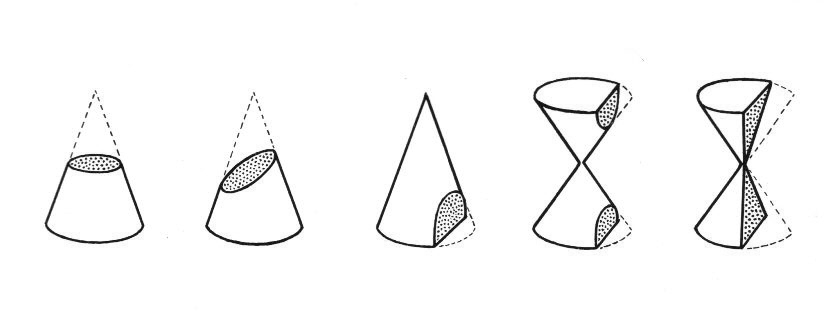
Kägelsnitt: cirkel, ellips, parabel, hyperbel.

Hypatia undervisade också i klassisk mekanik och utvecklade bland annat en apparat för destillering av vatten, och hade kunskap att tillverka hydrometrar (mätare av vätskors densitet (täthet)) och andra mätinstrument. Hon skrev flera viktiga böcker om matematik och geometri. Hennes förmåga att förenkla, sammanfatta och utveckla andras teorier gjorde att många matematiska idéer från antiken har kunnat överleva till idag.
- Theon skrev kommentarer till Euklides Elementa och det är troligt att Hypatia redigerade denna skrift.[1]

- Hypatia skrev en avhandling om Klaudios Ptolemaios Almagest.

- Hypatia gjorde en omarbetning av Diofantos Arithmetica i tretton volymer och en förenklad version av Apollonios från Pergas kägelsnitt.[14]

## Eftermäle och inom kulturen

### Antiken
Efter Hypatias död fortsatte skolan inom nyplatonismen i Alexandria under flera århundraden . Effekten av hennes död orsakade dock en kraftig motreaktion mot hennes ideologi att nyplatonism och kristendom kunde samexistera fridfullt. Hon hade bland annat många kristna elever och samarbetade med kristna ledare. Hennes plötsliga och minst sagt våldsamma död, samt det kristna samfundets rättfärdigande av hennes död, fick efterföljande nyplatonister att betrakta biskopar som farliga, avundsjuka och synnerligen ofilosofiska. Hon blev som en "martyr för filosofin."

### Medeltiden
I början av medeltiden började det kristna samfundet att använda historien om Hypatia som en kristen martyr istället. Hennes död liknade andra kristna martyrer i Alexandria under Decians förföljelser . Även andra aspekter, såsom att hon dog oskuld, passade in i bilden av Hypatia som en kristen martyr. Hennes historia blev inpassad som en del av Decians förföljelser. Idag anses martyrhistorien om Saint Catherine av Alexandria vara baserad på historien om Hypatia.
I den bysantinska encyklopedin Suda står det skrivet om Hypatia, där inslag från Damascius' Life of Isidore och Hesychius' Onomatologos om henne finns med. I Hesychius' Onomatologos står det bland annat att hon var hustru till filosofen Isidore av Alexandria, vilket motsäger påståendet i Damascius' texter som hävdar att hon dog oskuld. Förmodligen har man blandat ihop ordet "gyne" i Damascius' texter, som både kan betyda hustru och kvinna.

### Tidigmoderna tiden
Under denna tid låg fokus mest på hennes våldsamma död. Historien användes av John Toland, som tillhörde skolan om deism. Detaljer kring hennes död lades till, som inte fanns skrivna i någon av tidigare texter, förmodligen för att använda mordet i ett anti-katolskt syfte. I Voltaires verk "Examen important de Milord Bolingbroke ou le tombeau de fanatisme" beskrevs Hypatia som troende i "den rationella naturens lagar" och det mänskliga sinnets frihet från dogmatism. Även han beskriver hennes död som bestialisk och skyller mordet på Cyril, som var biskop av Alexandria då Hypatia levde. Han beskriver henne som en fritänkande deist, brutalt mördad av ignoranta oförstående kristna.

### 1800-talet till nutid
Under 1800-talet användes historien om Hypatia som en del av hellenismen. Poeter som Diodata Saluzzo och Charles Leconte de Lisle skrev om hennes historia och det förrädiska spelet mellan henne och biskop Cyril, där hon försökte övertyga de kristna om nepotismen och där Cyril anses vara skyldig till mordet. Leconte de Lisle tillskriver Hypatia som en symbol för "sårbar skörhet och sanning" och menar att hon är ett offer för kristen brutalitet. Charles Kingsley skrev även en novell, "Hypatia; Or, New Foes with an Old Face," som blev mycket populär och översattes till flera europeiska språk.

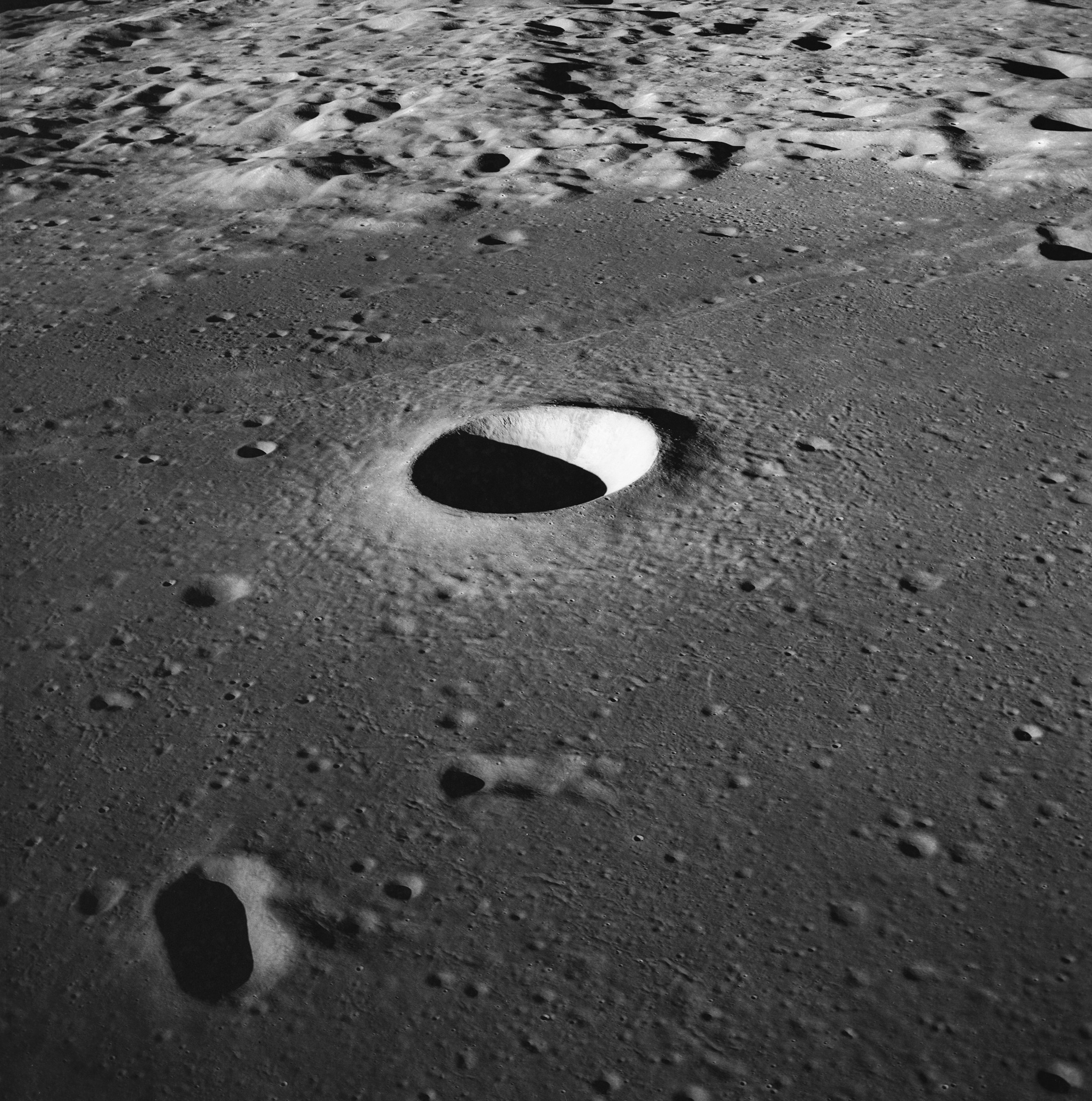
AS10-29-4324

Hypatia finns avbildad i Rafaels målning Skolan i Aten.
Hypatia har sagts vara lika känd för sin skönhet som för sin lärdom och snillrikhet. Senare blev hon mer allmänt känd genom Charles Kingsleys roman Hypatia.
Seriefiguren Skalman, skapad av Rune Andréasson, har en mening uppsatt på väggen i sitt hus. Den lyder: "Den här gången ska Hypatia försvaras."
Filmen Agora, regisserad av Alejandro Amenábar med Rachel Weisz i huvudrollen, handlar om Hypatia och konflikten i Alexandria.
Låten Kaisarion, på albumet Impera av bandet Ghost handlar om Hypatia och det öde hon gick till mötes. 

### Astronomi
På månen finns en serie kratrar namngivna efter Hypatia. De bär namnen Hypatia A och så vidare ända till Hypatia H.
Asteroiden 238 Hypatia är uppkallad efter henne.
I oktober 2013 fann man rester av en komet i Sahara. Kometen fick namnet Hypatia.